# Aleurothrixus porteri
Aleurothrixus porteri là một loài côn trùng cánh nửa trong họ Aleyrodidae, phân họ Aleyrodinae.
Aleurothrixus porteri được Quaintance & Baker miêu tả khoa học đầu tiên năm 1916.